# 北京空竹博物馆
北京空竹博物馆，位于北京市西城区报国寺西南侧的小星胡同，是空竹主题博物馆。隶属广内街道办事处。

## 历史

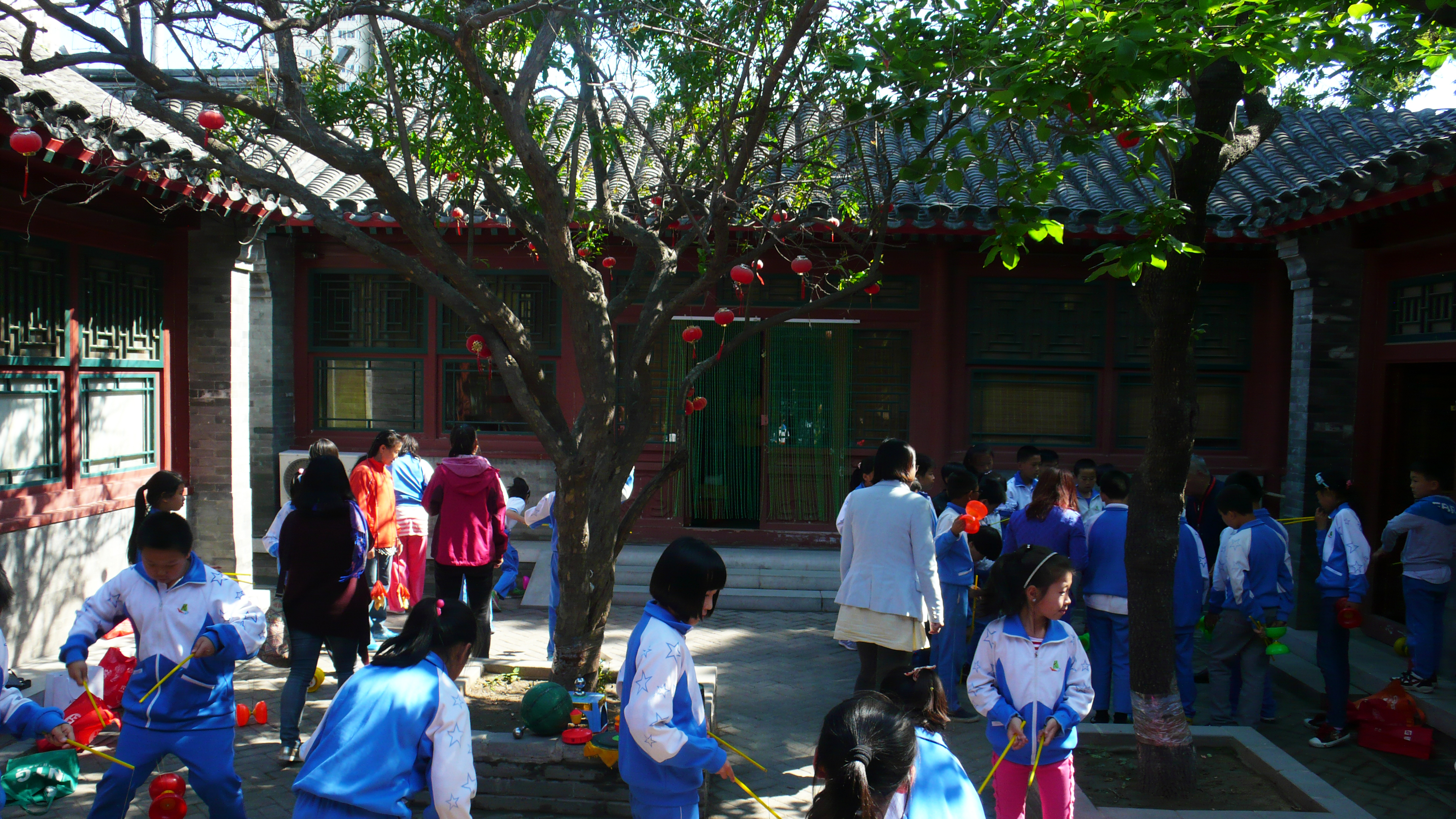
北京空竹博物馆四合院

抖空竹是老北京民俗之一，具有悠久的历史。明清时期，北京最大的庙会都土地庙庙会就在今广内街道辖境内举办，抖空竹是庙会重要的活动内容之一。至今北京庙会上仍有抖空竹活动。

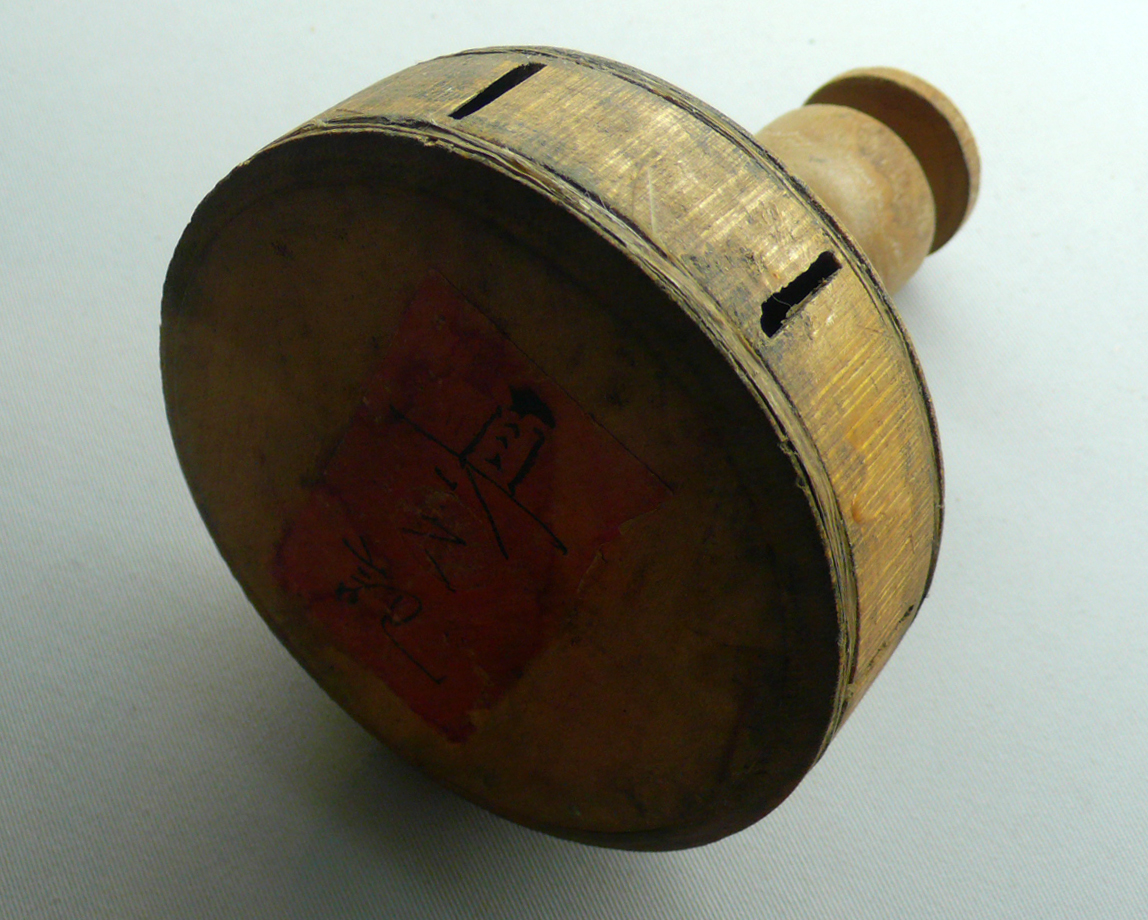
北京“真久记”单轴空竹

竹木空竹的制作工艺与传统竹木工艺联系密切。传统竹木空竹都是手工制作，制作工艺复杂。以北京空竹制作传人张国良（“空竹张”第三代传人）制作的空竹为例，共需要17个步骤：截板、锯竹筒、内粘、修活、锯竹片、外粘、磨口、扣盖、车活、修口、缠麻、车轴、上轴、灌胶、找平衡、打磨刷漆、装饰。空竹在中国各地广泛传承，各地空竹的外形、尺寸都有区别，名称也不同。空竹在中国北方又称空钟、响葫芦，在江南又称扯铃，也有的地方称地笼、响簧、嗡响器、抖转转等。空竹制作工艺以北京、天津最知名。
2005年，宣武区文化委员会和广内街道办事处联合申报首批国家级非物质文化遗产项目——“北京抖空竹”，2006年被国务院列入首批国家级非物质文化遗产名录。2008年，广内街道筹建北京空竹博物馆。2009年5月18日，北京空竹博物馆正式开馆。该馆同时也是“广内社区博物馆”。2010年，广内街道为北京空竹博物馆开办了网站。

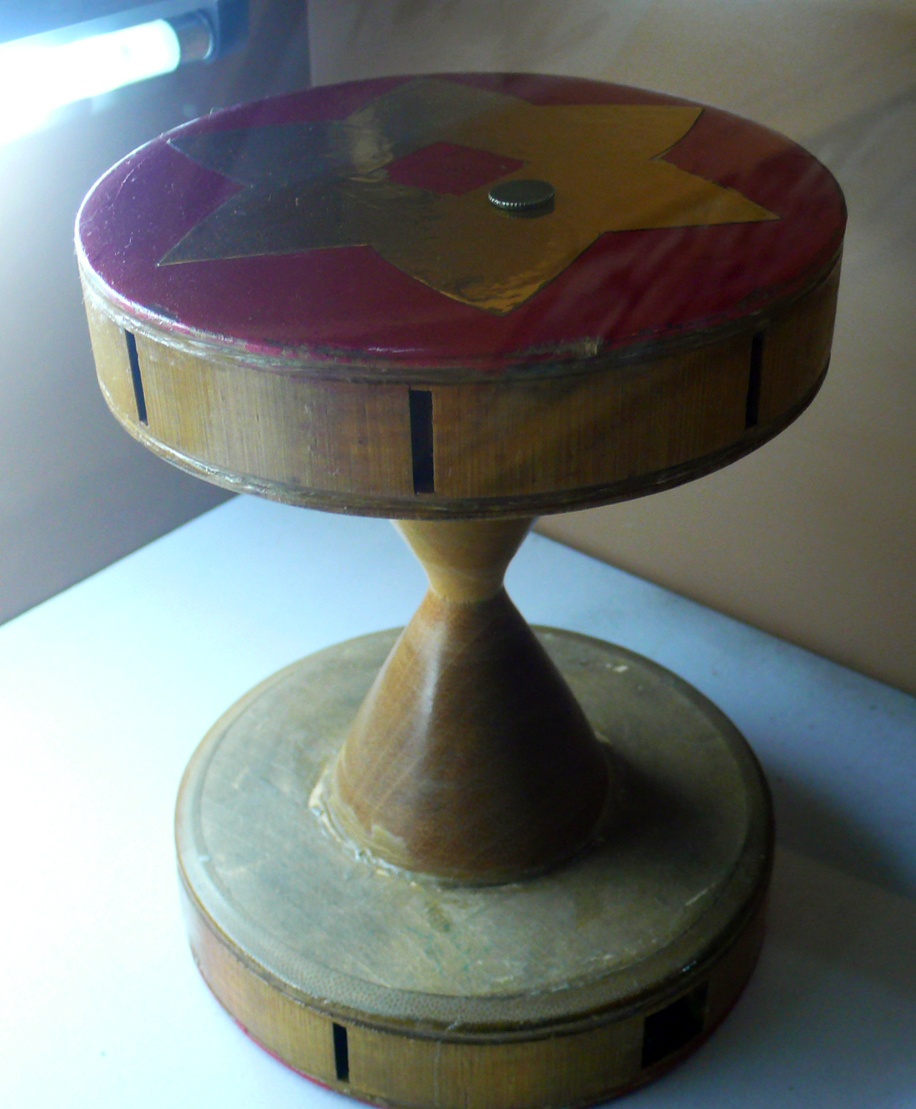
双轴空竹
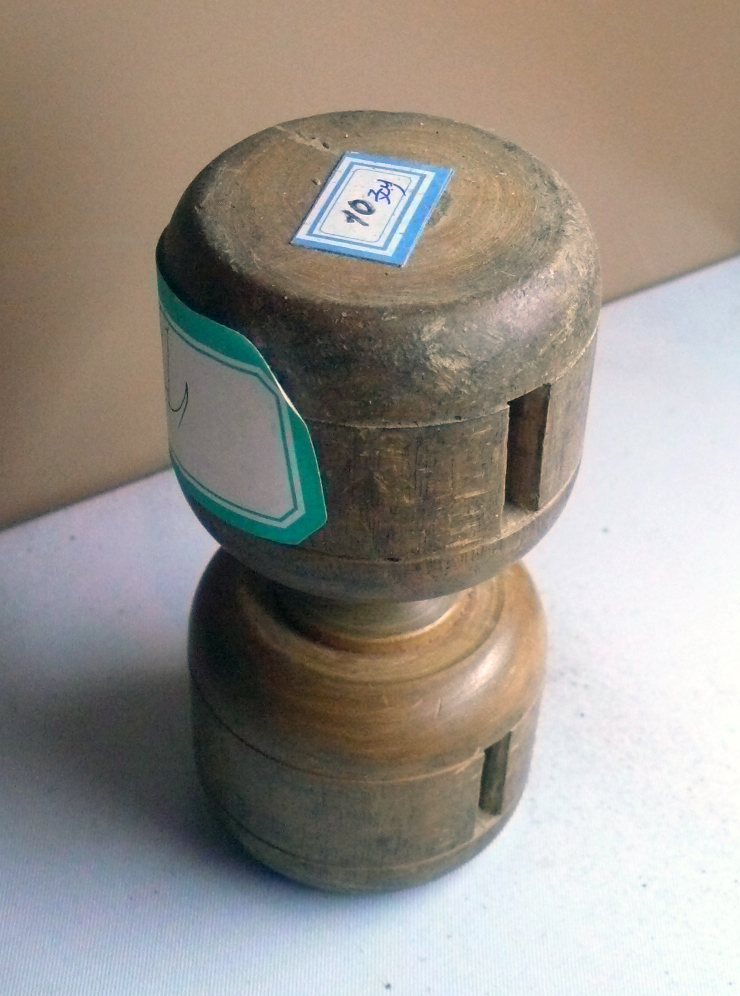
四川响簧
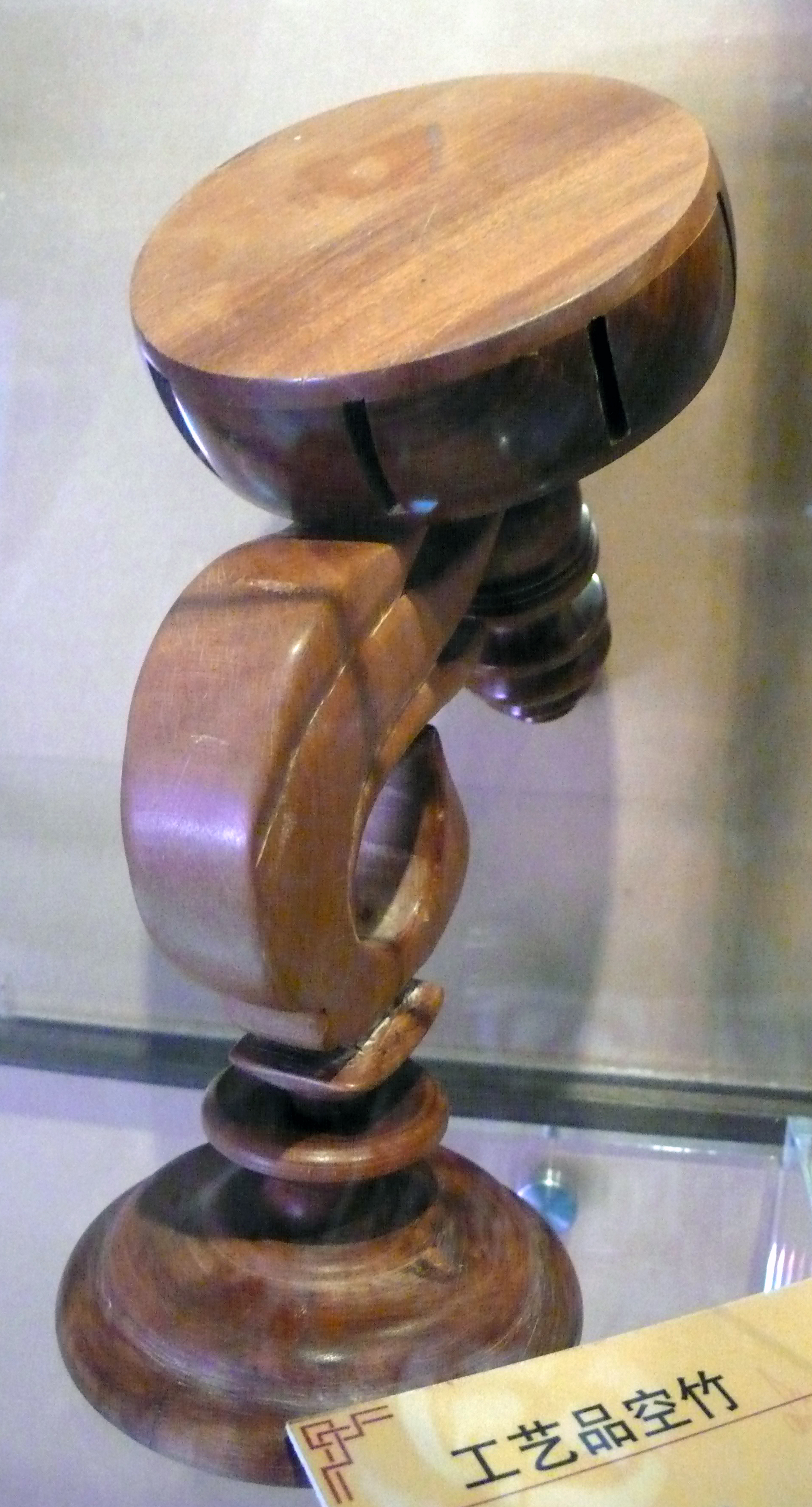
奥运火炬空竹
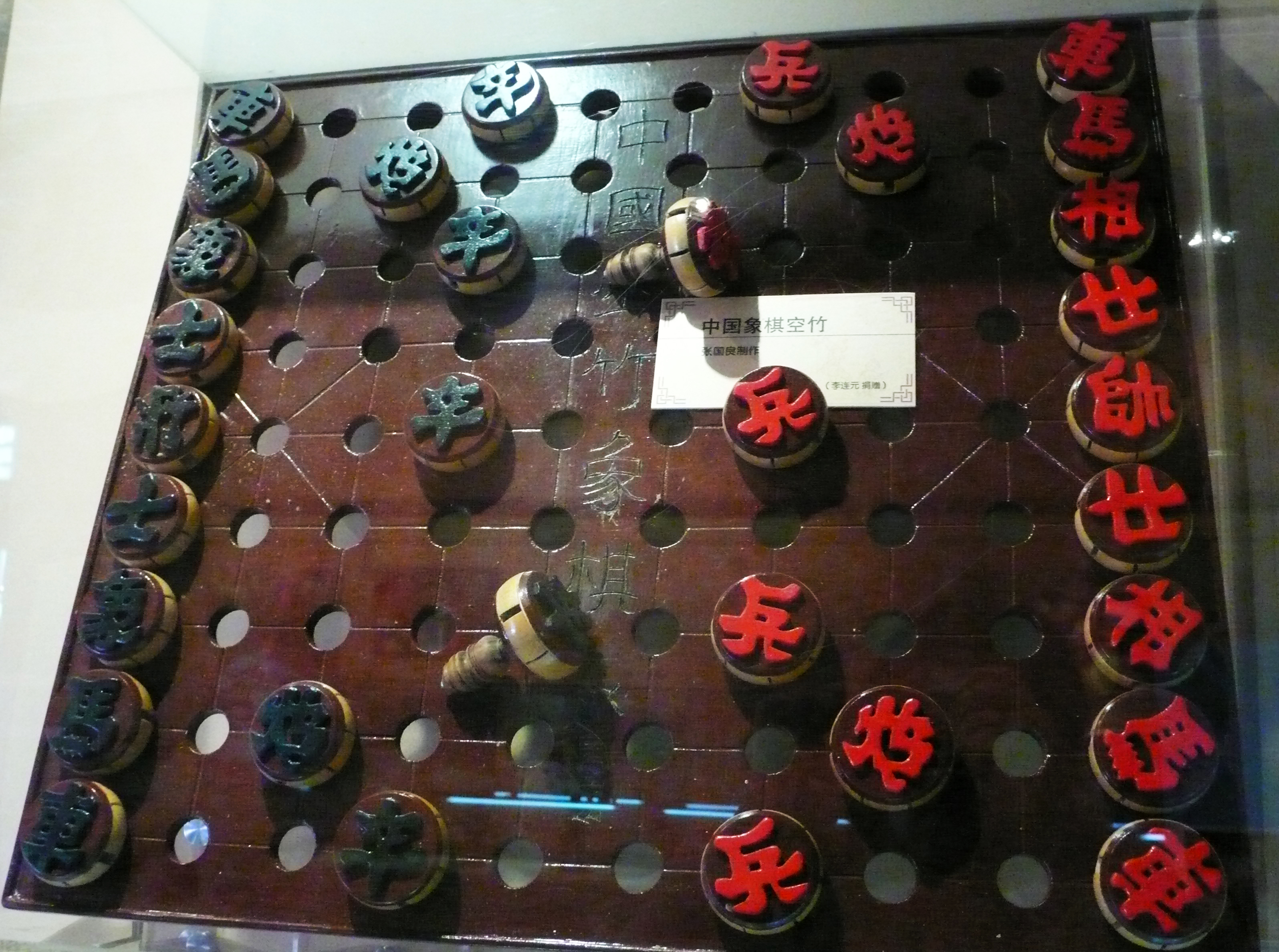
空竹中国象棋

## 展览

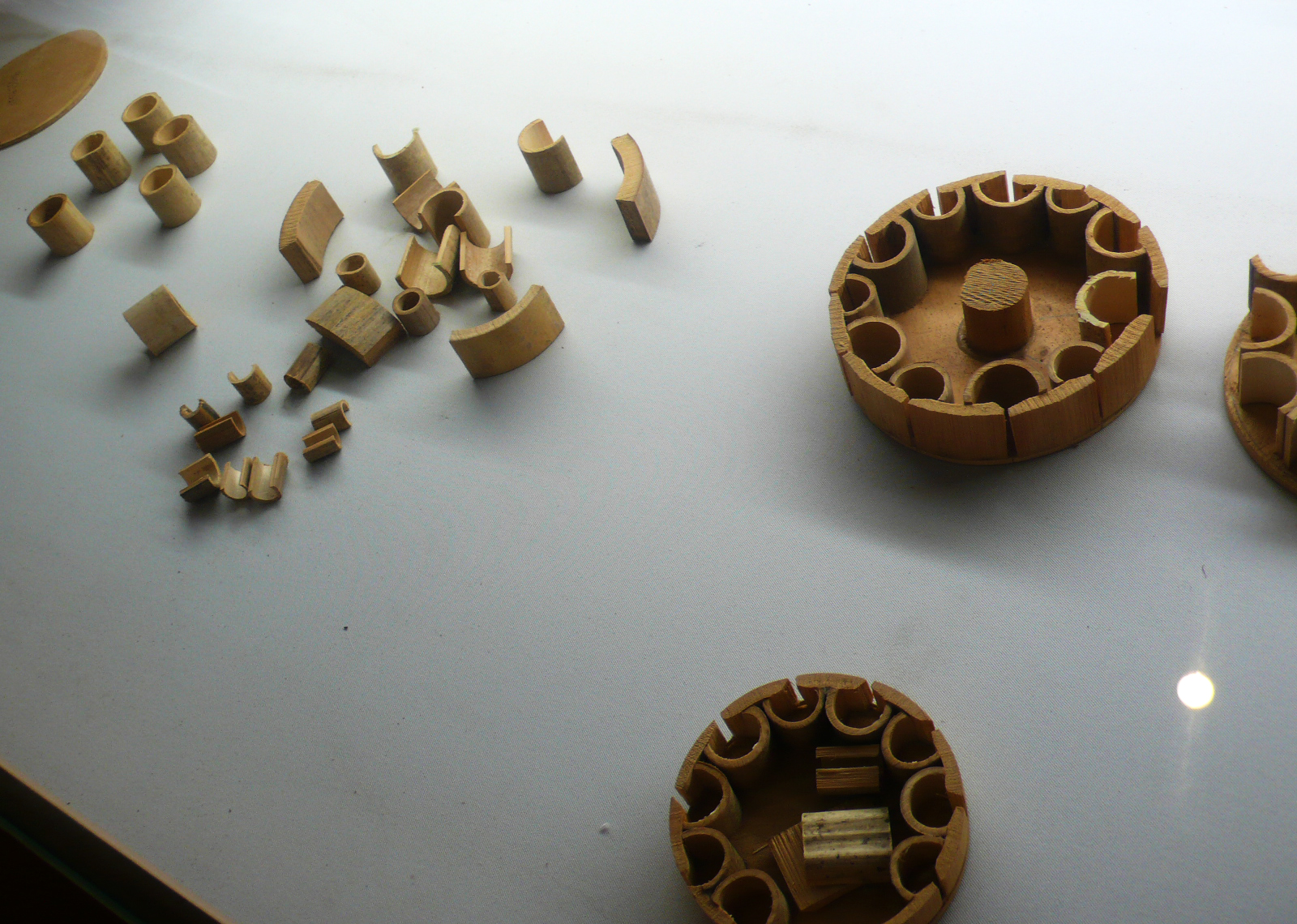
空竹零件

北京空竹博物馆位于一座小四合院内。进入博物馆大门，影壁上有儿童玩空竹的图案，其原型雕刻在明永乐剔红婴戏漆盘（现藏美国洛杉矶县立艺术博物馆）上，北京空竹博物馆请工匠将漆盘上的图案放大雕刻在影壁上，并复制了一个漆盘作展示。大门墙壁上的一幅壁画是仿山西晋祠的一幅表现儿童抖空竹的壁画。
博物馆共设三个展厅。北房是综合展览大厅，展示空竹的发展历史、制作技艺、抖空竹的花样。博物馆成立初期，便邀请国家级抖空竹技艺传人李连元率领广内街道空竹队的志愿者组成博物馆解说团队，为观众讲解。
西厢房是传承与保护展厅，记录了广内街道办事处从兴建“空竹缘”主题广场、出版图书、进校园，到参加2008年北京奥运会开幕式垫场演出，在传承保护空竹文化上所做的努力。
东厢房是现场演示和互动展厅，展出制作空竹用的小车床、工具、台案等，并为观众提供参与制作空竹的机会。博物馆成立初期，邀请到空竹制作传人张国良为观众演示和教学。
四合院外南侧的一个小广场，被命名为“空竹缘”，是抖空竹技法传承站的所在地。博物馆成立初期，国家级抖空竹技艺传人李连元不定期在此教授抖空竹技法。
自2008年8月该博物馆启动筹备工作后，截至2009年开馆，该博物馆征集到空竹实物458件（包括单轮空竹59个，双轮空竹64个，异型空竹345个），收集到照片近400张。国家级非物质文化遗产代表性传承人——“抖空竹”传人李连元向博物馆捐赠了北京非物质文化遗产保护中心用其照片制作的邮票册、国家级非物质文化遗产代表性传承人镀金证章。国家级非物质文化遗产代表性传承人——空竹制作家张国良捐赠了空竹。
在空竹藏品中，有一大一小的两件空竹是“镇馆之宝”。它们是清朝末代皇帝溥仪玩的空竹的复制品，原件藏北京故宫博物院，从未对外展出。这对复制品是北京空竹博物馆经故宫博物院授权，由空竹制作家张国良复制。
杂技名家李贞是北京以抖空竹知名的杂技演员王氏姐妹的传人，李贞将1950年代杂技团订制的空竹捐赠给该博物馆。这件空竹的中轴使用黄檀木，结实耐用，空竹身上画有杂技团美工设计的花纹。空竹身上还有一颗铜钉。据李贞介绍，这件空竹随她在国内外进行了上百场演出，她在日本演出时，这件空竹因意外而产生失衡，她用一颗日本铜钉加重以调整平衡。
博物馆还藏有一件瑞士制造、英国人玩的空竹。竹身为橡胶材质，中轴为金属质，连接部位用螺丝固定。这件空竹反映了空竹在世界各地的流传和改良。
以下是空竹表演者向来北京空竹博物馆参观学习的小学生们展示空竹技巧和基本功：